# 托皮利尼齊亞 (莫斯季斯卡區)
49°41′11″N 23°17′16″E / 49.68639°N 23.28778°E
托皮利尼齊亞（烏克蘭語：Топільниця），是烏克蘭西部的村莊，隸屬利維夫州的亞沃里夫區。該村始建於1940年，面積0.17平方公里，海拔高度295米，2001年人口34，人口密度每平方公里203.59人。